# Centro Comercial Hayuelos
Hayuelos es un centro comercial ubicado en Ciudad Hayuelos, Bogotá, Colombia, en la localidad de Fontibón y hace parte de la denominada zona H de Bogotá, fue inaugurado el 30 de abril de 2008. Este proyecto ganador se realizó con el esfuerzo de diferentes personas que se comprometieron con el desarrollo urbanístico de la ciudad. Fue diseñado con un concepto vanguardista que integra amplias zonas, tres tipos de locales, oficinas, espacios públicos llenos de luz y lugares para eventos que son ideales para la diversión y entretenimiento de todos los visitantes.

## Características
El centro comercial Hayuelos tiene:
- Tres pisos
- Tuvo una inversión de USD $200 millones
- Cuenta con una plaza de eventos
- Cines
- Supermercado
- Tiendas por departamentos
- 2 plazoletas de comidas
- 292 Locales
- 101 Oficinas
- 4 Salones de conferencias y eventos.